# Manuel Vilanova
Manuel Vilanova Rodríguez (A Barca de Barbantes, parroquia de Cenlle, Orense, 1944-Vigo, 5 de marzo de 2019) fue un escritor y poeta español. Renovador de la lírica gallega contemporánea.

## Biografía
Estudió Filología románica en la Universidad de Santiago de Compostela y se doctoró en la Universidad de Madrid con una tesis sobre Luis Cernuda. Comenzó escribiendo en español, pero pronto se decidió por el gallego con el libro inédito A tarde chaia de verán (1979). 
Como poeta está considerado como uno de los que marcó el cambio de la literatura del realismo social a la preocupación más esteticista de los años ochenta. En 2008 ejerció como profesor de Lengua y Literatura castellana en Vigo.

## Obra

### Poesía en español
- Mejor el fuego (1972). Fablas Ediciones. Las Palmas.
- El cazador de días (1977). Fablas Ediciones. Las Palmas. 170 p.
- El quinto cáliz (1977). Diputación Provincial de Granada. Colección Genil de Literatura. 56 p. ISBN 978-8478072101.
- Casa para los ojos (1988). Diputación Provincial de Málaga. Puerta del Mar XXXVI. 106 p.
- El corazón del pan (2002). Fundación Jorge Guillén, Valladolid. 350 p. ISBN 978-8489707559.

### Poesía en gallego
- E direi-vos eu do mister das cobras (1980).
- A lenda das árbores de prata (1985). Premio de la Crítica de Galicia.
- A esmeralda branca (2006). Premio de la Crítica de poesía gallega.
- Antonio das mortes e a muller de verde (2010). Sociedade de Cultura Valle-Inclán. 198 páxs. ISBN 9788492597130
- Nin sequera no ceo (2011). Follas Novas. 64 p. ISBN 9788492794409
- Un banco na Gran Vía (2016). Ir Indo. 533 p.  ISBN 9788476807262
- A substancia das horas (2017). Ir Indo. 232 p.  ISBN 9788476807323
- 74 saudades para ascender ao ceo (2019) Sial-Pigmalión, Madrid.

### Narrativa
- A palloza